# Bruno III. von Berg

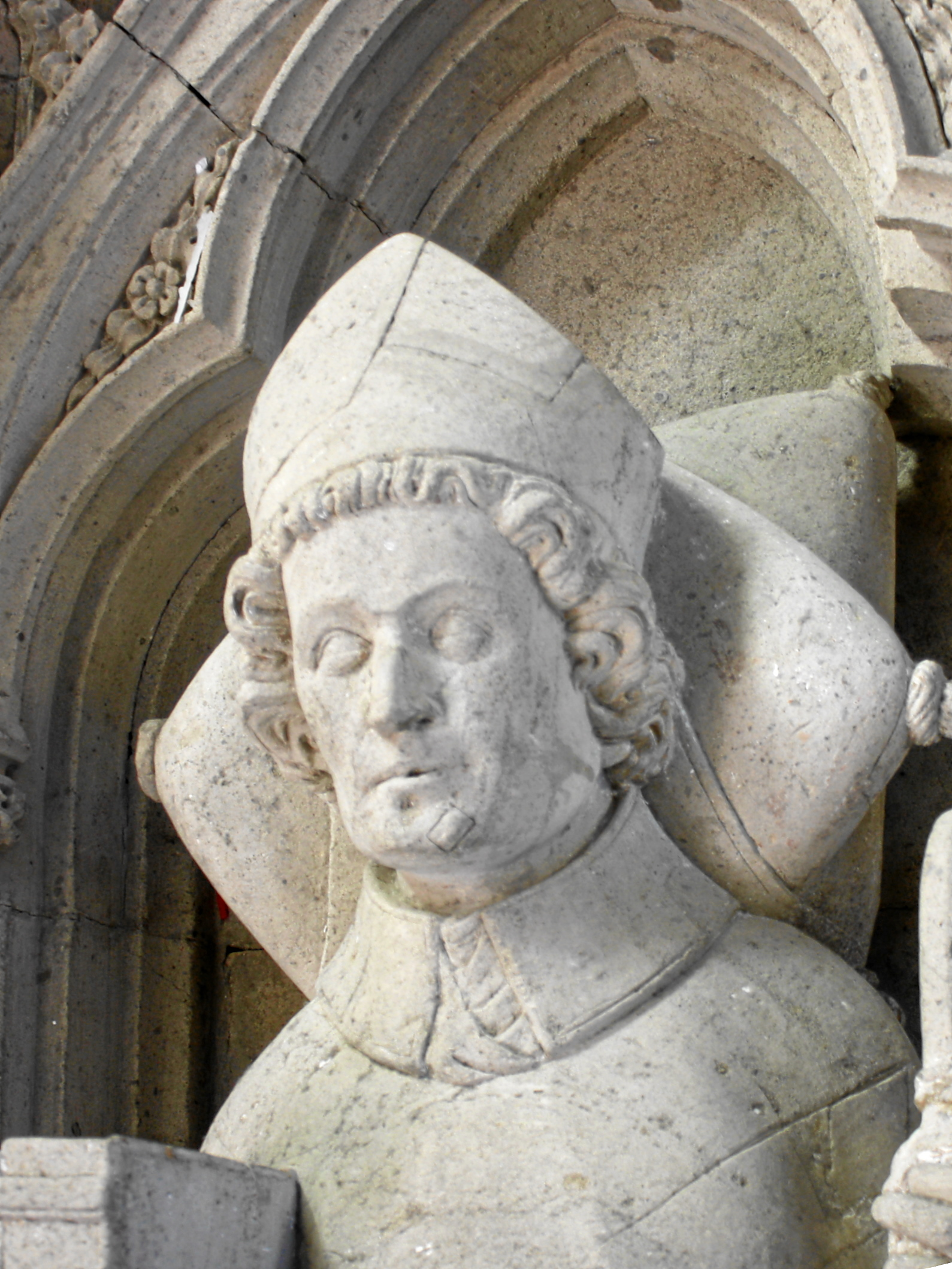
Grabmal Brunos aus dem 14. Jahrhundert im Altenberger Dom

Bruno von Berg (* um 1140; † um 1200) war als Bruno III. von 1191 bis 1193 Erzbischof des Erzbistums Köln.

## Leben
Er war ein Sohn des Grafen Adolf II. von Berg (* 1095; † 1170). Er war ein Bruder von Erzbischof Friedrich II. von Berg, ein Neffe des Erzbischofs Bruno II. von Berg und ein Onkel von Erzbischof Engelbert I. von Berg.
Er war Propst des Georgsstift in Köln. Außerdem gehörte er dem Kölner Domkapitel an und wurde 1168 Dompropst. 1191 wurde er der dritte Kölner Erzbischof aus dem Haus der Grafen von Berg.

„Dem Zusammenwirken von bergischer Adelsfraktion und Domkapitelspartei innerhalb der hohen Kölner Geistlichkeit verdankte Bruno seine Erhebung, die von der Kölner Bischofschronik als intrusio charakterisiert wurde. Er war damals schon ein alter Mann, der seinem Amt nicht gewachsen war und deshalb schon nach zwei Jahren wegen Altersgebrechlichkeit und Körper- wie Geistesschwäche darauf verzichtete, indem er in Gegenwart von Prioren und Edelleuten den Bischofsstab auf dem Hochaltar des Domes niederlegte. Die Unzulänglichkeit des Kandidaten und die Kürze seines Pontifikates legen den Verdacht nahe, dass er von vornherein lediglich als Platzhalter für seinen Neffen Adolf von Altena gewählt wurde, der ihm bereits 1192 als Dompropst gefolgt war und sich damit eine günstige Ausgangsposition für die nächste Wahl geschaffen hatte.“

Im Jahr 1193 dankte Bruno als Erzbischof von Köln ab und zog sich als Mönch nach Altenberg zurück. Nach seinem Tod wurde er in Altenberg beigesetzt.